# Days Go By (singel)
Days Go By är en singel av det amerikanska punkrockbandet The Offspring och det var den första singeln som släpptes från albumet Days Go By. Bandet spelade för första gången denna låt  under en konsert i Las Vegas den 18 juni 2010, fast då i en något annorlunda version och under namnet "You Will Find a Way". Låten hade premiär på radiokanalen KROQ:s program kallat The Kevin & Bean Show den 27 april 2012. Till albumet skapades det även en interaktiv fotokalender via Instagram, där det gick att lyssna på låten. En trailer till låten släpptes den 23 april 2012 via bandets officiella Youtube-kanal. "Days Go By" har fått kritik för att den låter snarlik Foo Fighters låt "Times Like These" från deras album One by One.
"Days Go By" släpptes som singel i USA, Kanada, Tyskland, Österrike och Schweiz. I alla andra länder släpptes istället "Cruising California (Bumpin' In My Trunk)" som första singel. Musikvideor har släppts till båda singlarna. Låten röstades fram till den åttonde bästa sommarlåten 2012 på Rolling Stone och den förekommer även i datorspelen NHL 13 samt Rock Band 3.

## Låtlista
Alla låtar är skrivna och komponerade av The Offspring, om inte annat anges. 
| Nr | Titel      | Längd |
| -- | ---------- | ----- |
| 1. | Days Go By | 4:01  |